# Zyprischer Fußballpokal 1985/86
Der Zyprische Fußballpokal 1985/86 war die 44. Austragung des zyprischen Pokalwettbewerbs. Er wurde vom zyprischen Fußballverband ausgetragen. Das Finale fand am 23. Juni 1986 im Tsirion-Stadion von Limassol statt.
Pokalsieger wurde Apollon Limassol. Das Team setzte sich im Finale gegen APOEL Nikosia durch. Apollon qualifizierte sich durch den Sieg für den Europapokal der Pokalsieger 1986/87.

## Modus
Die Begegnungen der Vorrunde wurden in einem Spiel ausgetragen. Bei unentschiedenem Ausgang wurde das Spiel um zweimal 15 Minuten verlängert. Stand danach kein Sieger fest, folgte ein Wiederholungsspiel auf des Gegners Platz. Endete auch dies unentschieden, gab es eine Verlängerung und gegebenenfalls ein Elfmeterschießen.
Ab der 1. Runde bis zum Halbfinale wurden alle Begegnungen in Hin- und Rückspiel ausgetragen. Bei Torgleichheit entschied zunächst die Anzahl der auswärts erzielten Tore, danach eine Verlängerung und schließlich das Elfmeterschießen.

## Teilnehmer
Orfeas Athienou wurde wegen Bestechung eines gegnerischen Torhüters ausgeschlossen.
| First Division (14) | First Division (14) | Second Division (13) | Second Division (13) | Third Division (14) | Third Division (14) |
| --- | --- | --- | --- | --- | --- |
| - AEL Limassol - Alki Larnaka - Anorthosis Famagusta - APOEL Nikosia - Apollon Limassol - Aris Limassol - Enosis Neon Paralimni | - EPA Larnaka - APOP Paphos - Ermis Aradippou - Nea Salamis Famagusta - Olympiakos Nikosia - Omonia Nikosia - Pezoporikos Larnaka | - Adonis Idaliou - Akritas Chlorakas - Anagennisi Deryneia - Apollon Lympion - Ethnikos Achnas - Evagoras Paphos - Doxa Katokopia | - Enosis Neon THOI Lakatamia - Keravnos Strovolou - Omonia Aradippou - Orfeas Nikosia - Orfeas Athienou - Othellos Athienou - PAEEK Kyrenia | - AEK Katholiki - AEK Kythreas - AEM Morphou - APEP Pitsilia - ASO Ormideia - Chalkanoras Idaliou - Digenis Akritas Ypsona | - Digenis Akritas Morphou - Elpida Xylofagou - Ethnikos Assia - Ethnikos Defteras - Kentro Neotitas Maroniton - Neos Aionas Trikomou - Onisilos Sotira |

## Vorrunde
In dieser Runde traten alle 14 Teams der Third Division und 4 Teams der Second Division an.
|                         | Ergebnis  |                           |
| ----------------------- | --------- | ------------------------- |
| Orfeas Nikosia          | 3:2       | Doxa Katokopia            |
| Adonis Idaliou          | 2:2 n. V. | AEM Morphou               |
| Onisilos Sotira         | 3:2       | AEK Katholiki             |
| AEK Kythreas            | 1:2       | Kentro Neotitas Maroniton |
| APEP Pitsilia           | 0:1       | Ethnikos Defteras         |
| Chalkanoras Idaliou     | ?:?       | Apollon Lympion           |
| Neos Aionas Trikomou    | 0:1       | ASO Ormideia              |
| Digenis Akritas Morphou | 2:0       | Digenis Akritas Ypsona    |
| Elpida Xylofagou        | 3:1       | Ethnikos Assia            |

### Wiederholungsspiel
|             | Ergebnis |                |
| ----------- | -------- | -------------- |
| AEM Morphou | 5:2      | Adonis Idaliou |

## 1. Runde
Alle 14 Vereine der First Division und 9 weitere Vereine der Second Division stiegen in dieser Runde ein.
|                         | Gesamt    |                            | Hinspiel | Rückspiel |
| ----------------------- | --------- | -------------------------- | -------- | --------- |
| AEL Limassol            | 2:0       | Enosis Neon THOI Lakatamia | 0:0      | 1 0:2 1   |
| Akritas Chlorakas       | 01:16     | APOEL Nikosia              | 1:5      | 00:11     |
| Apollon Limassol        | 8:3       | ASO Ormideia               | 5:0      | 3:3       |
| Aris Limassol           | 4:3       | Ethnikos Achnas            | 1:2      | 3:1       |
| Digenis Akritas Morphou | 2:6       | Evagoras Paphos            | 0:2      | 2:4       |
| Elpida Xylofagou        | 1:5       | Olympiakos Nikosia         | 1:2      | 0:3       |
| EPA Larnaka             | (a)2:2(a) | Alki Larnaka               | 2:2      | 0:0       |
| Ermis Aradippou         | 5:3       | Kentro Neotitas Maroniton  | 2:1      | 3:2       |
| Keravnos Strovolou      | (a)4:4(a) | Anagennisi Deryneia        | 2:3      | 2:1       |
| Othellos Athienou       | 0:6       | APOP Paphos                | 0:2      | 0:4       |
| Omonia Nikosia          | 9:1       | Apollon Lympion            | 4:1      | 5:0       |
| Onisilos Sotira         | 5:6       | Omonia Aradippou           | 4:1      | 1:5 n. V. |
| PAEEK Kyrenia           | (a)2:2(a) | Orfeas Nikosia             | 1:0      | 1:2       |
| Enosis Neon Paralimni   | 5:1       | Ethnikos Defteras          | 2:0      | 3:1       |
| Pezoporikos Larnaka     | 2:3       | Anorthosis Famagusta       | 1:2      | 1:1       |
| Nea Salamis Famagusta   | 9:1       | AEM Morphou                | 2:0      | 7:1       |

## 2. Runde
|                     | Gesamt    |                       | Hinspiel | Rückspiel |
| ------------------- | --------- | --------------------- | -------- | --------- |
| AEL Limassol        | 7:0       | Ermis Aradippou       | 3:0      | 4:0       |
| Alki Larnaka        | 1:2       | Evagoras Paphos       | 1:2      | 0:0       |
| Apollon Limassol    | 2:0       | Aris Limassol         | 1:0      | 1:0       |
| Omonia Aradippou    | 0:3       | Anorthosis Famagusta  | 0:1      | 0:2       |
| Anagennisi Deryneia | 2:4       | APOP Paphos           | 2:1      | 0:3       |
| Olympiakos Nikosia  | 3:4       | APOEL Nikosia         | 3:2      | 0:2       |
| Ethnikos Achnas     | 1:6       | Ermis Aradippou       | 0:3      | 1:3       |
| PAEEK Kyrenia       | (a)2:2(a) | Enosis Neon Paralimni | 1:2      | 1:0       |

## Viertelfinale
|                  | Gesamt |                       | Hinspiel | Rückspiel |
| ---------------- | ------ | --------------------- | -------- | --------- |
| AEL Limassol     | 1:5    | APOEL Nikosia         | 0:0      | 1:5       |
| Apollon Limassol | 6:1    | Enosis Neon Paralimni | 4:1      | 2:0       |
| APOP Paphos      | 2:1    | Evagoras Paphos       | 0:1      | 2:0       |
| Omonia Nikosia   | 1:0    | Anorthosis Famagusta  | 0:0      | 1:0       |

## Halbfinale
|                | Gesamt    |                  | Hinspiel | Rückspiel |
| -------------- | --------- | ---------------- | -------- | --------- |
| APOP Paphos    | 4:5       | APOEL Nikosia    | 3:2      | 1:3       |
| Omonia Nikosia | (a)1:1(a) | Apollon Limassol | 1:1      | 0:0       |

## Finale
| Paarung          | Apollon Limassol – APOEL Nikosia |
| Ergebnis         | 2:0 (0:0) |
| Datum            | 23. Juni 1986 |
| Stadion          | Tsirion-Stadion, Limassol |
| Tore             | 1:0 David Kenny (56.) 2:0 Andreas Sokratous (63.) |
| Apollon Limassol | Thrasos Koniotis – Giannis Pieris, Charalampos Pittas, Antonis Antrellis – Giannis Ioannou, Giannakis Giagoudakis, David Kenny, George Templer – Ilias Chrysostomou, Andreas Sokratous (88. Stavros Stylianou), Andros Christodoulou (81. Andreas Efrem) |
| APOEL Nikosia    | Giorgos Panziaras – Koulis Panziaras, Dimitri Misos, Yiangos Ioannidis, Dimitris Kleanthous – Nikos Panziaras, Nikos Prokopis, Terry McDermott, Nikos Magnitis, (69. Konstantinidis)– Ian Moores, Giannos Ioannou                                        |